# Jong Pang
Anders Rhedin, bedre kendt under kunstnernavnet Jong Pang er en dansk musikproducer og musiker. Han har bl.a. produceret for Choir Of Young Believers, og udsendt to soloalbums. Under sit fødenavn har han spillet i bandet Moon Gringo.
Hans debutalbum Bright White Light udkom i 2008, oo det modtog fire ud af seks stjerner i musikmagasinet GAFFA.
Hans andet album, Love udkom i 2009, og modtog ligeledes fire ud af seks stjerner i GAFFA.

## Diskografi
- Bright White Light (2008)
- Love (2009)